# MiFi (telecommunicatie)
Een MiFi is een merknaam die een los (mobiel) apparaatje beschrijft om een lokaal wifi-netwerk (hotspot of accesspoint) op te zetten waarbij de verbinding met het internet gemaakt wordt via gsm (umts, 3G of 4G). MiFi is een samenvoeging van 'mobile' en 'wifi'.
Het apparaatje, vaak ter grootte van een pakje sigaretten, heeft meestal een interne batterij of oplaadbare accu. Via een of meerdere verwisselbare simkaartjes worden de parameters voor de internetverbinding ingesteld. Veelal kan slechts een beperkt aantal gebruikers gelijktijdig gebruikmaken van de wifi-verbinding.
Omdat met name in het buitenland gebruik kan worden gemaakt van een simkaart van een lokale telefoonprovider kunnen de internetkosten behoorlijk verminderd worden.
Met smartphones met Android of iOS kan hetzelfde bereikt worden als met een MiFi. Sommige MiFi-routers beschikken over een Ethernetpoort wat handig kan zijn voor laptopgebruikers.

## Lijst van MiFi-routers
- TP-Link
  - M7650
  - M7450
  - M7350
  - M7200
- Netgear
  - Nighthawk M6 Pro WiFi 6
  - Nighthawk M5 5G WiFi
  - Nighthawk M2
  - Nighthawk M1
- Zyxel NR2101
- Huawei E5576-320